# 长尾红山茶
长尾红山茶（学名：Camellia longicaudata）是山茶科山茶属的植物。分布在中国大陆的广东等地，常生于山地常绿林，目前尚未由人工引种栽培。